# Bombarda (arma)
La bombarda era un pezzo d'artiglieria a tiro parabolico, inizialmente costruito con verghe prismatiche di ferro battuto disposte come le doghe delle botti e poi saldate e rinforzate con cerchi di ferro cui si dava la forma cilindrica saldandone poi gli orli. Successivamente in colata di ferro e poi in bronzo e altre leghe metalliche.

## Storia
Nella seconda metà del XV secolo il termine generico bombarda andò lentamente in disuso in Italia, per varie ragioni, quali lo sviluppo tecnologico nelle artiglierie ed il fatto che il primato nella costruzione passò alla Francia (per quanto negli inventari dei castelli italiani del XV secolo se ne possono trovare ancora molte). Le nuove armi si distinsero con il nome generico di cannoni e la denominazione di bombarda fu abbandonata per parecchi secoli, per tornare poi in uso durante la prima guerra mondiale in quanto indicava i grossi cannoni a tiro parabolico. Infatti la tattica di guerra di posizione assunta da tutte le potenze degli stati centrali portò alla cristallizzazione del fronte, rendendo conveniente affidare alle artiglierie l'incarico di distruggere i reticolati, di spianare le altre difese accessorie e colmare le trincee avversarie.
Per tale compito era chiaro che occorrevano bocche da fuoco capaci di sparare proiettili con un tipo di tiro parabolico capace di colpire gli obiettivi dall'alto. Non erano necessarie elevate gittate, ma i proiettili dovevano contenere una elevata quantità di esplosivo in modo da poter distruggere i reticolati e le trincee avversarie.

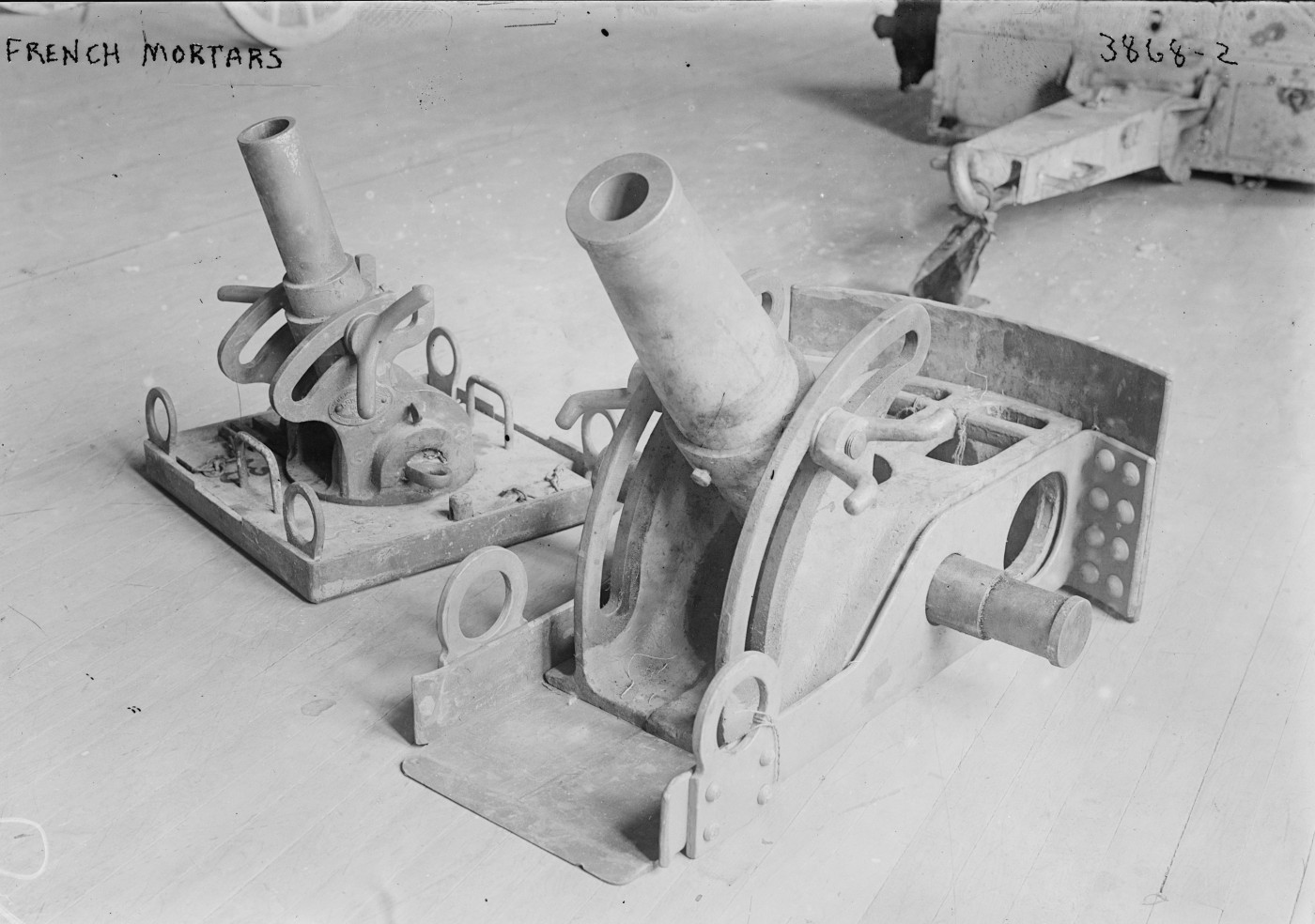
In primo piano la bombarda 58 A, sullo sfondo la bombarda 58 B, entrambe in uso nell'esercito francese ed italiano durante la prima guerra mondiale

## Caratteristiche tecniche
Normalmente la bombarda era di grosse dimensioni, non veniva montata su ruotato, ma doveva essere trasportata smontata nelle sue principali parti e poi montata e posizionata sul posto. A vantaggio di tale arma erano, per l'epoca, la sua possibilità di sparare proiettili sufficientemente grossi, tali da arrecare danni alle difese fortificate che entrano in auge verso la fine del XV secolo, con gittate sufficientemente lunghe da evitare, il più delle volte, l'eventuale tiro di contro artiglieria fatto dalle difese dell'avversario.
La bombarda, solitamente, era progettata con una canna a doppio diametro in modo da poter contenere, nella parte posteriore, di minore diametro ma più lunga (detta cannone o gola), la carica di polvere da sparo, mentre nella parte anteriore, di maggior diametro (molto corta e detta tromba), il proiettile, solitamente in pietra ma qualche volta anche in metallo.
Questo tipo di arma da fuoco era dal tiro piuttosto impreciso in quanto la canna non era dotata di rigatura e la corta bocca da fuoco non permetteva di sfruttare tutta la capacità di spinta che poteva fornire la carica utilizzata. Inoltre, poiché il volume della parte contenente la polvere da sparo veniva determinato all'atto della costruzione, non era facile modificare i parametri balistici semplicemente cambiando la quantità di carica, ma era necessario ricorrere alla modifica dell'alzo, secondo formule empiriche ricavate, in particolar modo, dall'esperienza dell'artigliere. L'alzo si otteneva sollevando la parte anteriore della canna con travi, cunei, o interrando la coda; gli artiglieri riducevano il rinculo mediante corde legate a paletti conficcati in terra. Ma sovente il letto che supportava la canna era costruito a guisa di telaio e questo stabilito in una specie di castello, che facilitava il puntamento in elevazione. Il bombardiere era difeso dai tiri nemici mediante mantelletti girevoli, sorretti dallo stesso castello. Le più piccole bombarde erano spesso disposte su piccoli carri.

## Galleria d'immagini

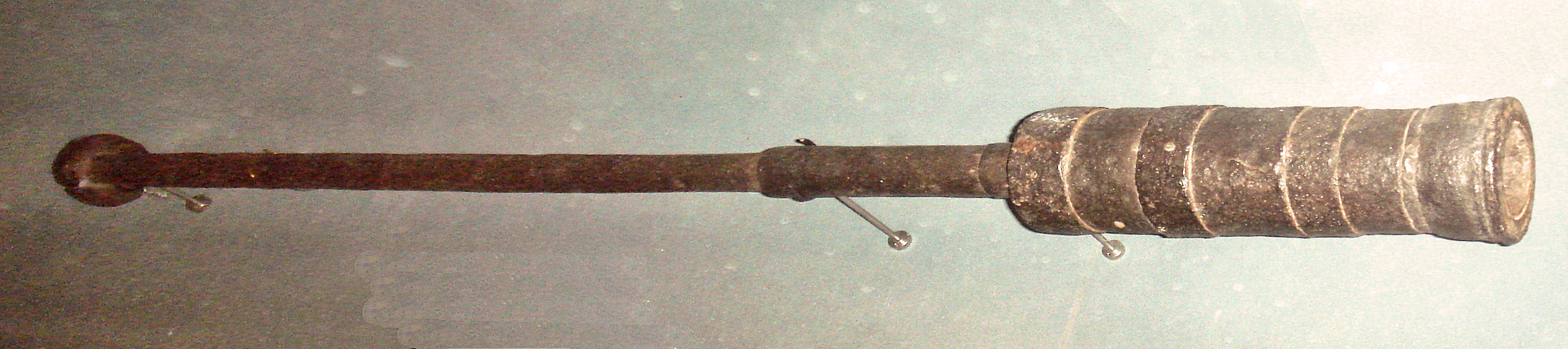
Uno schioppo datato al 1390-1400.
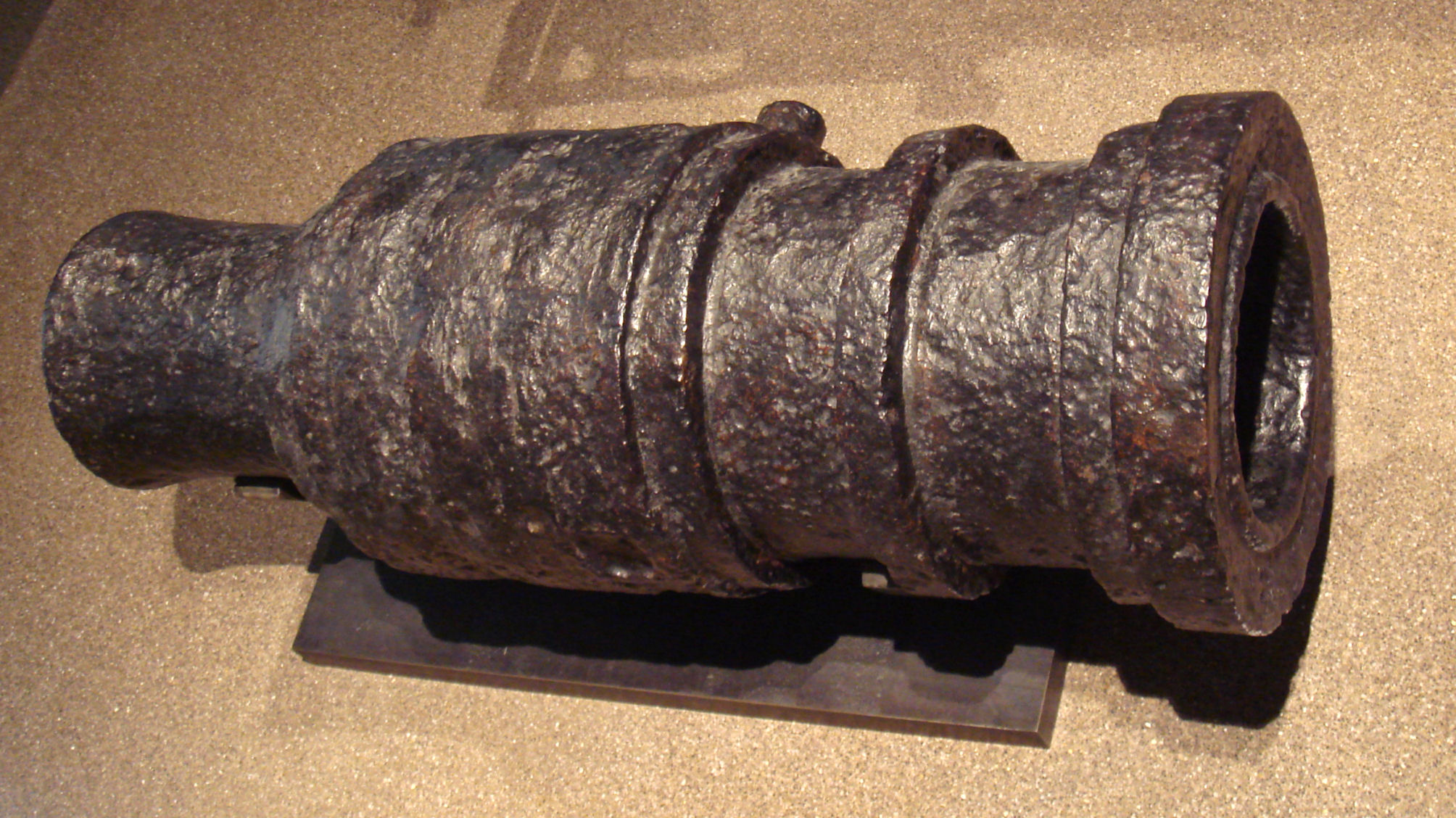
Una bombarda in ferro battuto del 1450 circa, oggi esposto a Metz in Francia.
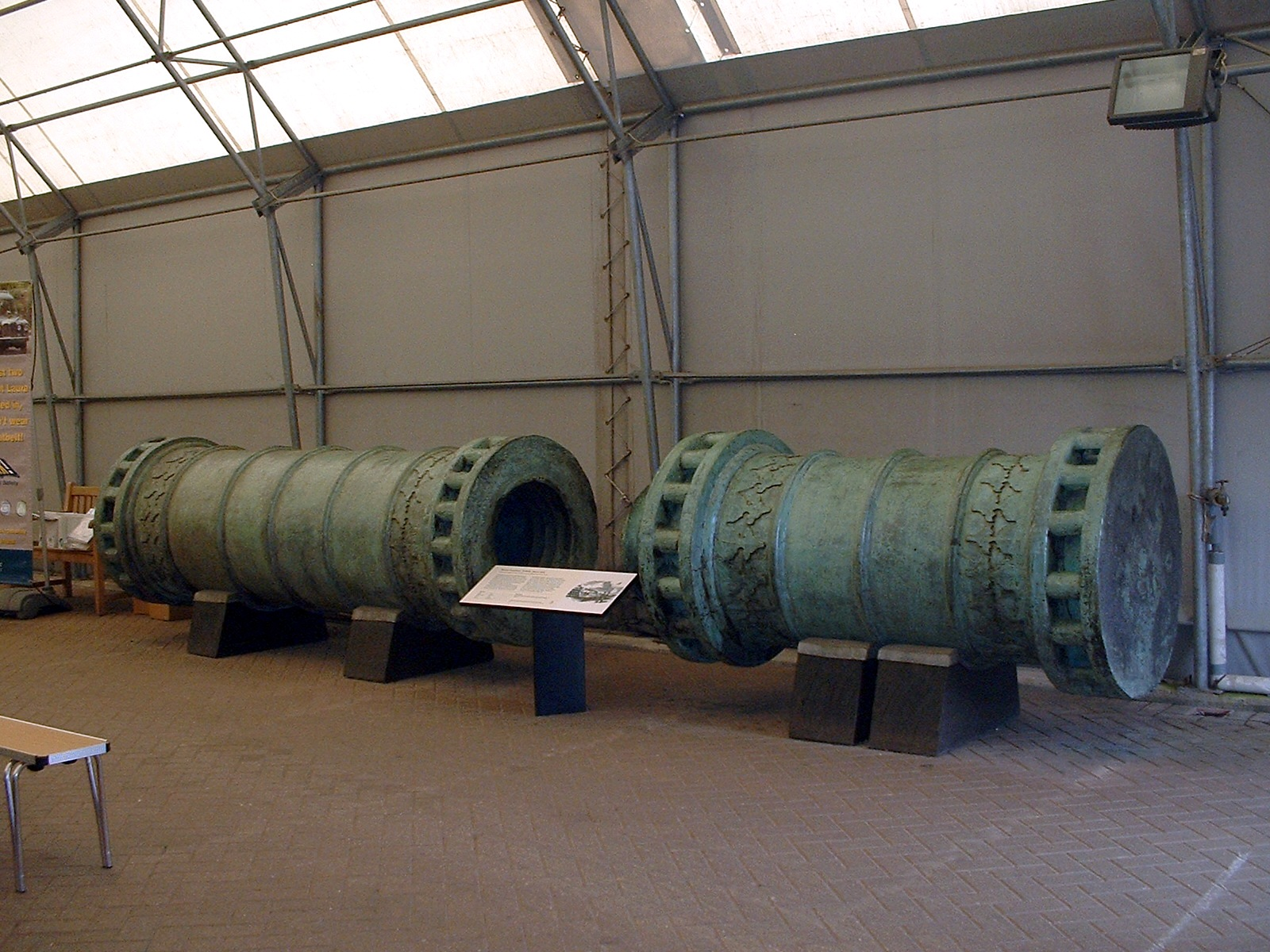
Il cannone dei Dardanelli detto anche Grande Bombarda Turca, oggi esposto al Fort Nelson, a Portsmouth.
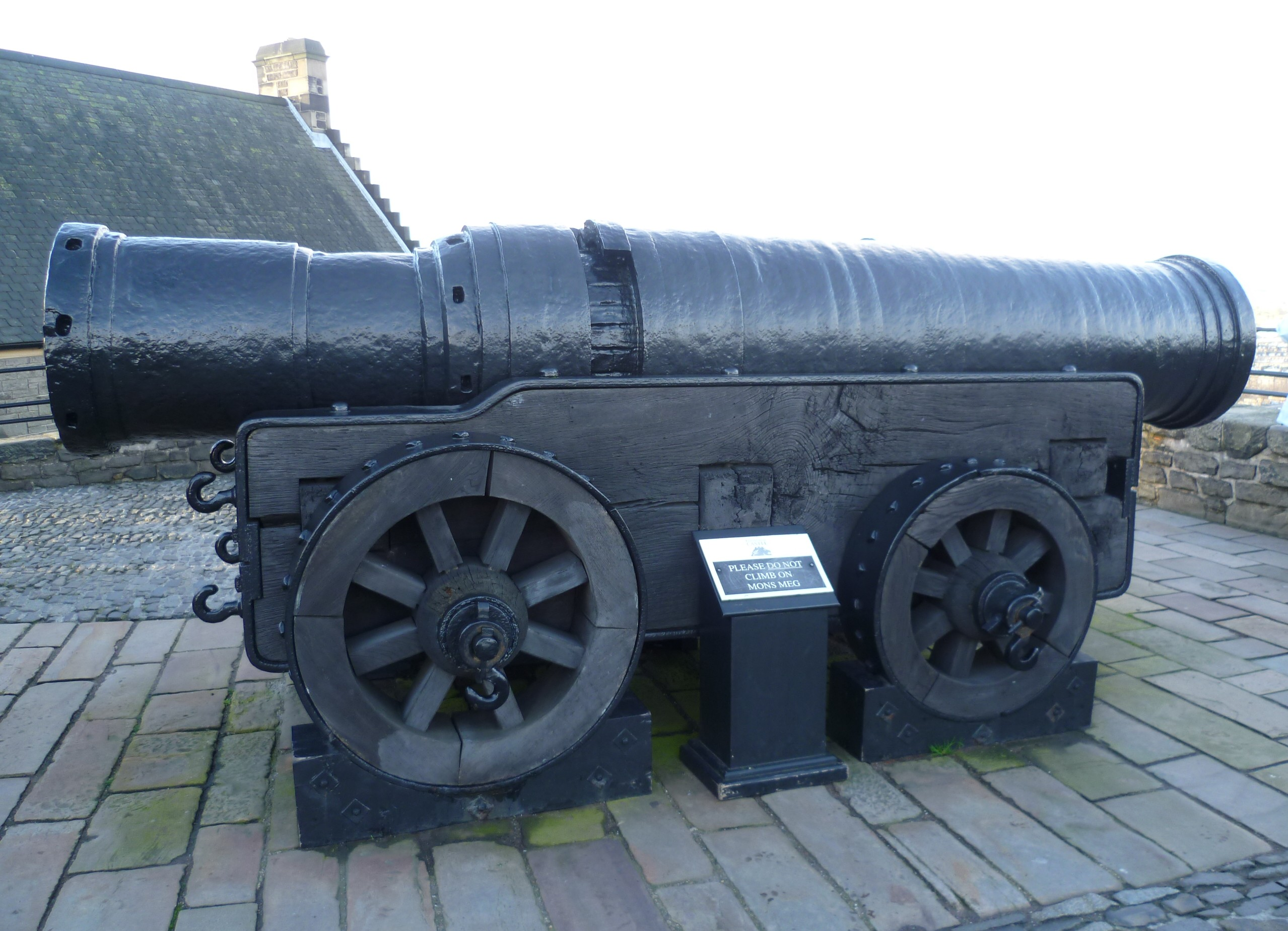
Il Mons Meg (datato al XV secolo) esposto al castello di Edimburgo.
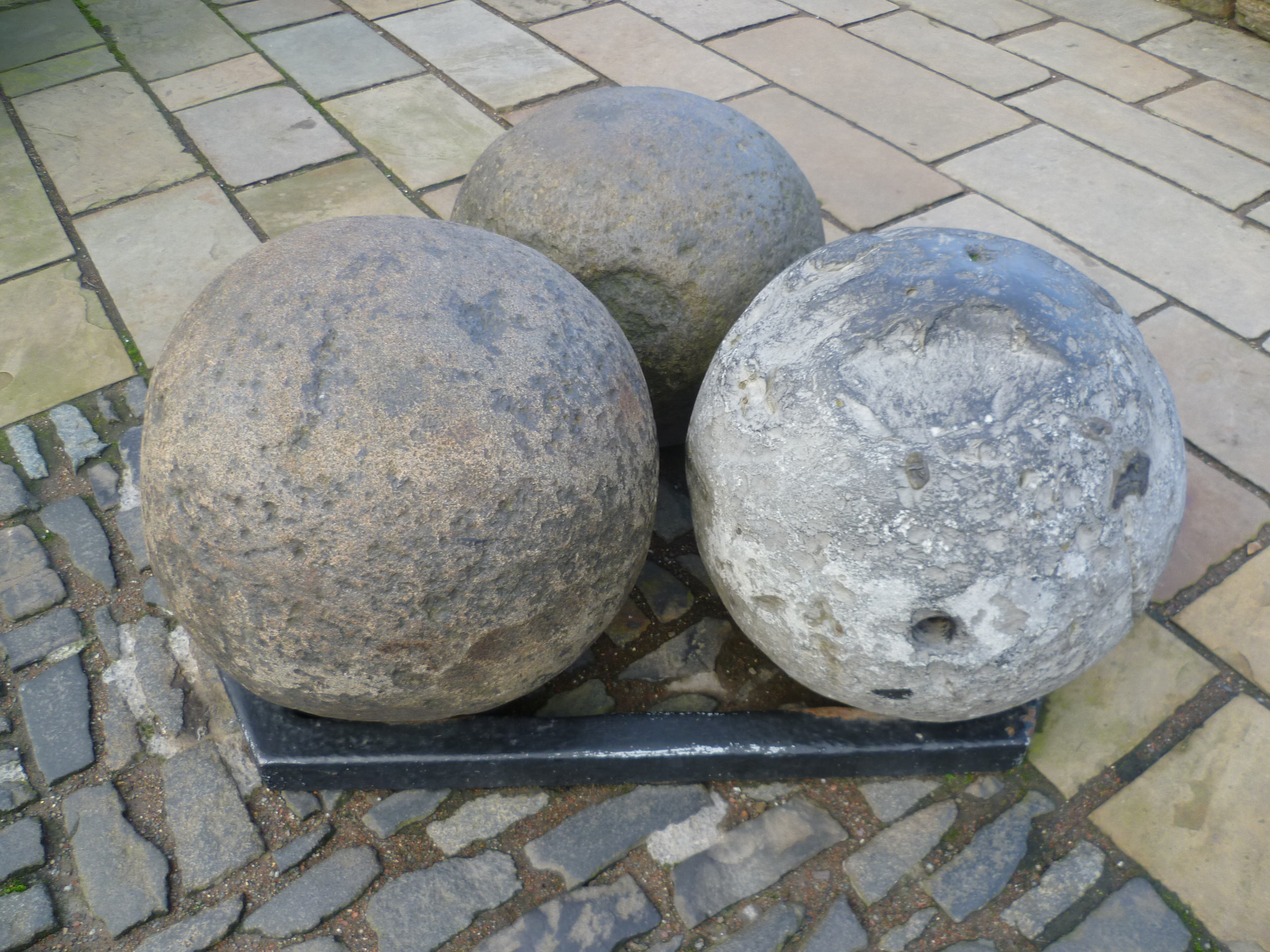
Palle di cannone del Mons Meg.
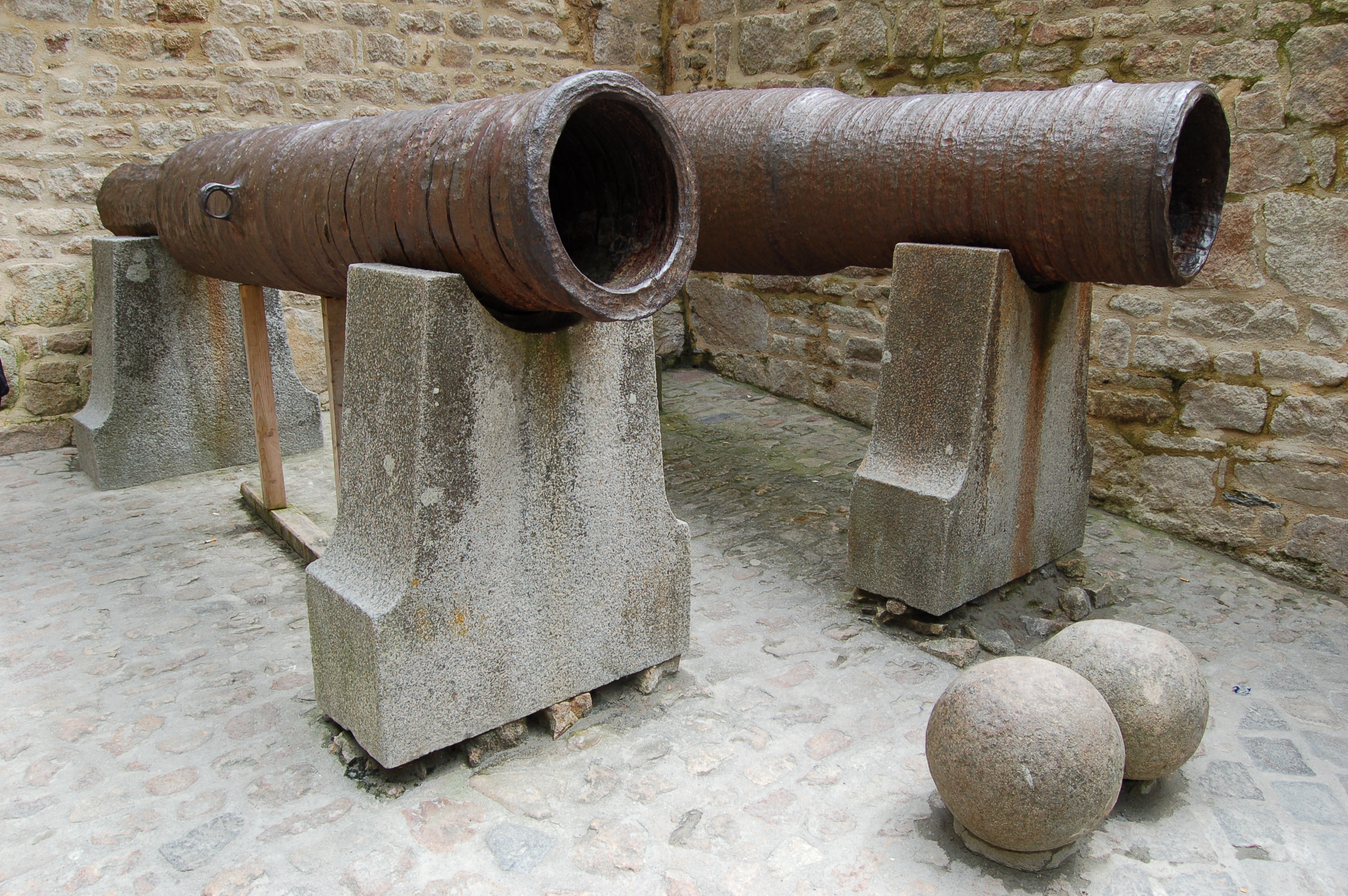
Due bombarde inglesi abbandonate da Thomas Scalles durante la guerra dei cent'anni, oggi esposte al Mont-Saint-Michel.
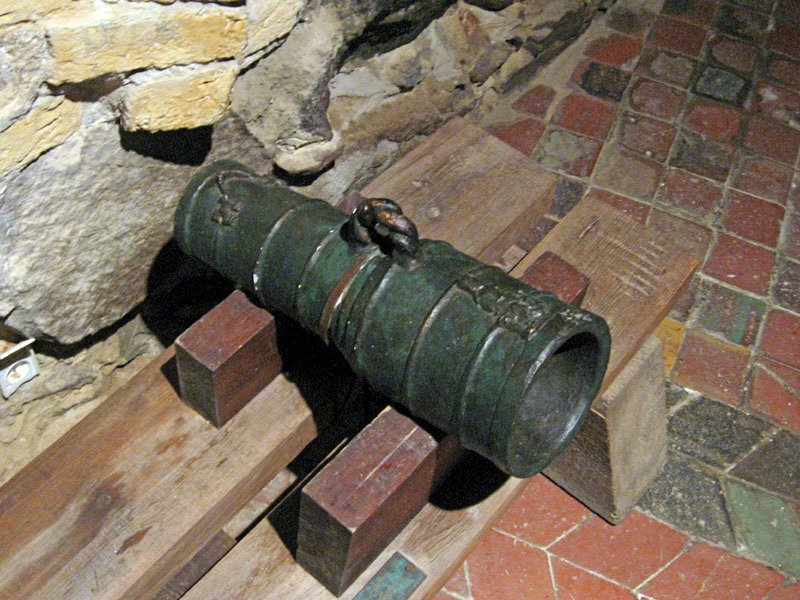
Una bombarda utilizzata nel XV secolo dall'Ordine teutonico, oggi esposta all'castello di Kwidzyn.